# Anasrepta orcadensis
Anasrepta orcadensis är en bladmossart som först beskrevs av Hook, och fick sitt nu gällande namn av Victor Félix Schiffner. Anasrepta orcadensis ingår i släktet Anasrepta och familjen Lophoziaceae. Inga underarter finns listade i Catalogue of Life.